# Polygala cruciata
Polygala cruciata är en jungfrulinsväxtart. Polygala cruciata ingår i släktet jungfrulinssläktet, och familjen jungfrulinsväxter.

## Underarter
Arten delas in i följande underarter:
- P. c. aquilonia
- P. c. cruciata

## Bildgalleri

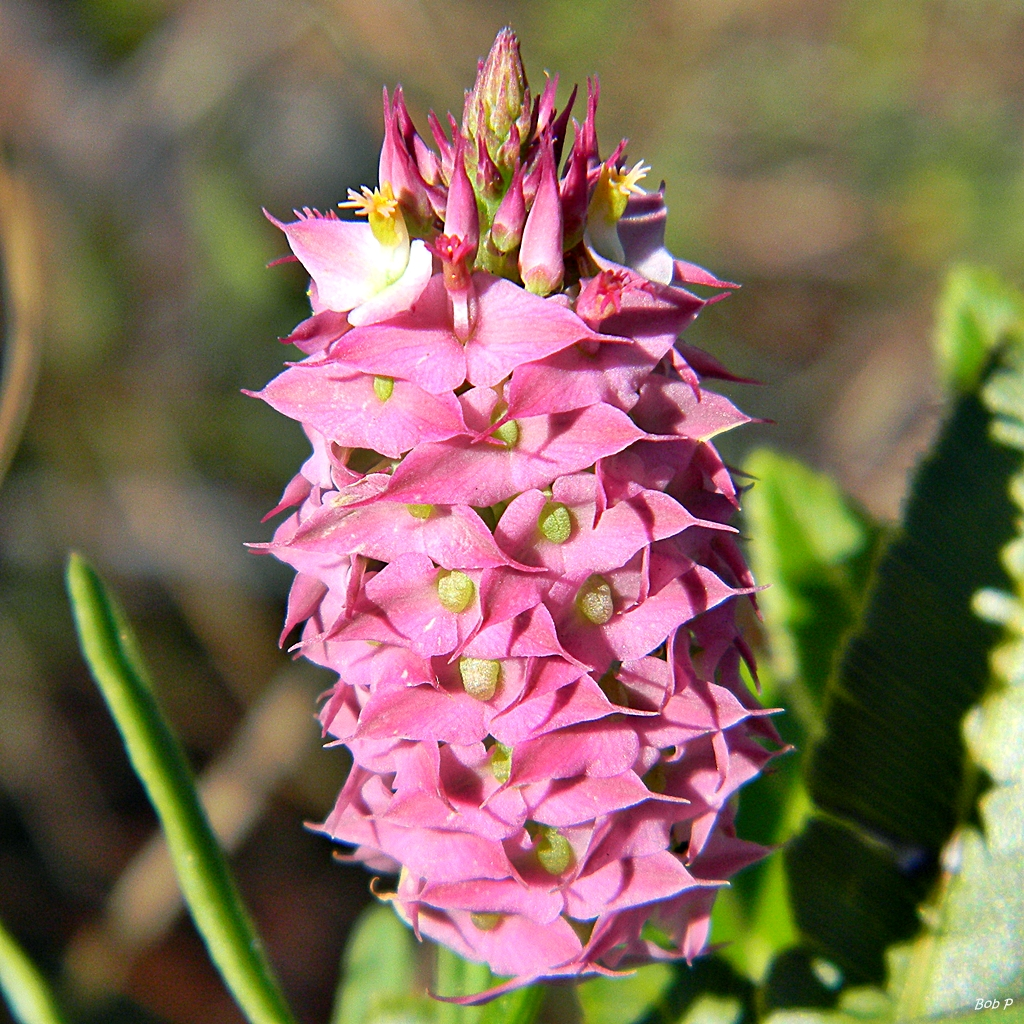
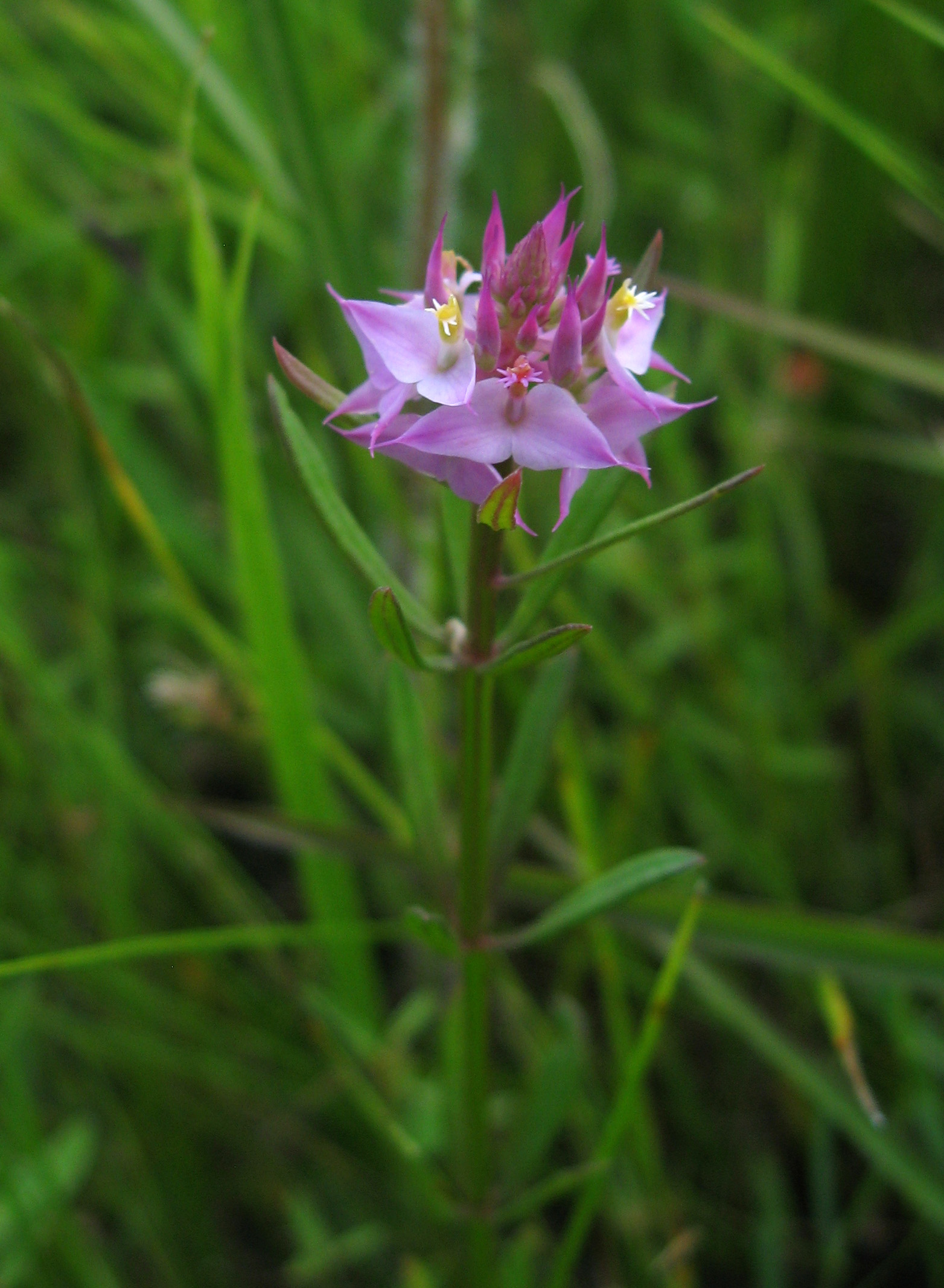
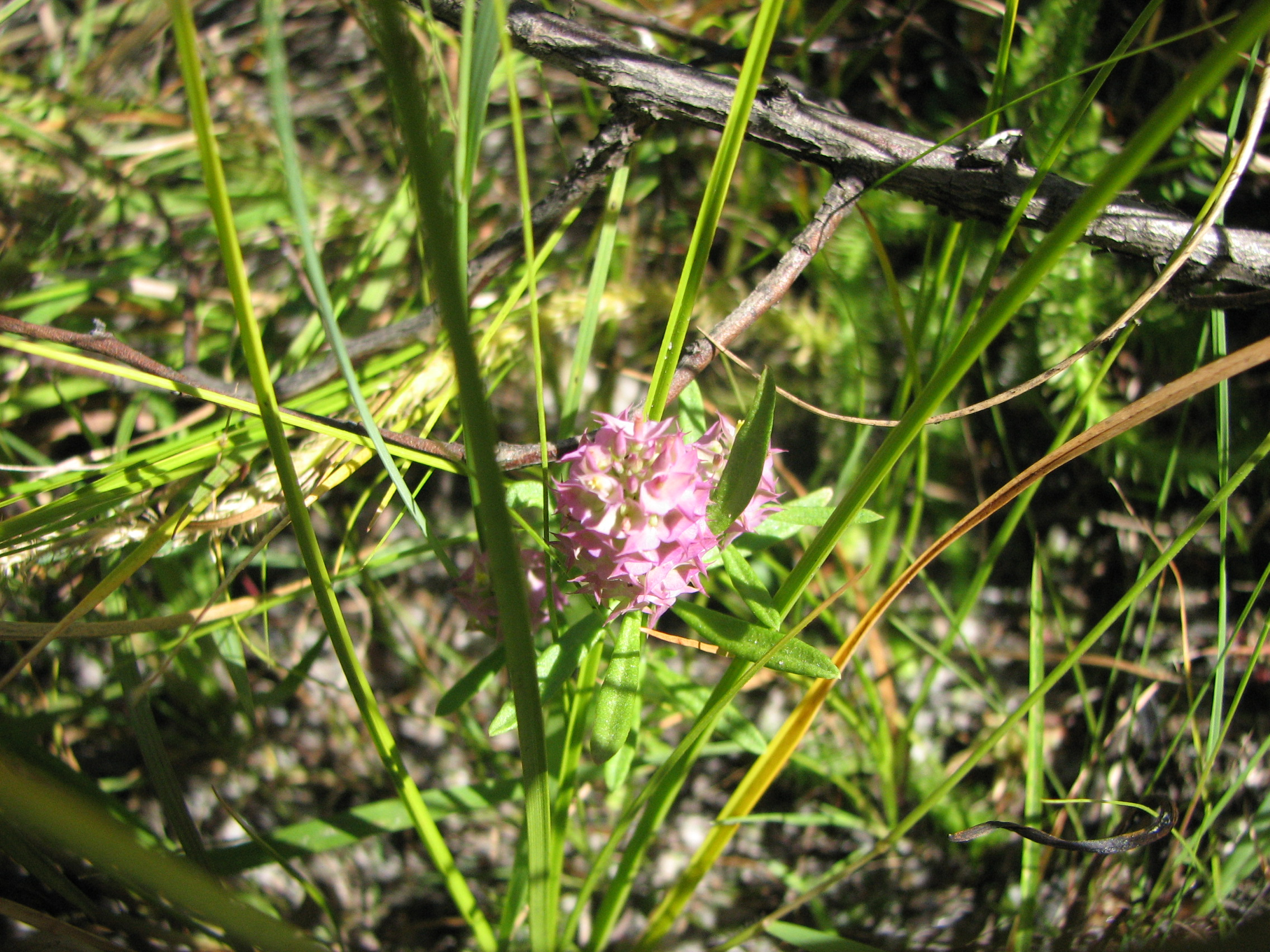